# Сім днів Надії
«Сім днів Надії» (рос. «Семь дней Надежды») — радянський двосерійний телефільм 1988 року, знятий режисером Віталієм Фетісовим на кіностудії «Мосфільм».

## Сюжет
За мотивами п'єси М. Шатрова «Мої надії». Молоду ткалю Надію Родіонову, яка обслуговує 12 верстатів, всіляко винагороджували на фабриці: нагородили поїздкою до Італії, дали нову квартиру, висунули кандидатом у депутати Верховної Ради, при цьому адміністрація фабрики заплющувала очі на те, що частина продукції Надії була браком.

## У ролях
- Ірина Розанова — Надія Родіонова, ткаля
- Ніна Русланова — Параска Василівна Голубєва, секретар парткому ткацької фабрики
- Наталія Табакова — Олена Харитонова, ткаля, співробітниця багатотиражки
- Людмила Полякова — Надія Тимофіївна Фомічова, ткаля, наставниця Надії Родіонова
- Олександр Берда — Іван Федоров, наладчик верстатів на ткацькій фабриці
- Людмила Степченкова — Ольга, ткаля
- Ірина Бякова — Інна, ткаля
- Олексій Ясулович — Олег Макарцев, радіожурналіст
- Дальвін Щербаков — Сергій Володимирович, коханець Надії Родіонової
- Володимир Іванов — Микола Павлович Трофімов, директор ткацької фабрики
- Марія Пастухова — Надія Буригіна, ткаля на пенсії
- Галина Макарова — Нюра Кудряшова, ткаля на пенсії
- Володимир Землянікін — Петрович, наладчик верстатів на ткацькій фабриці
- Людмила Баранова — епізод
- Світлана Смєхнова — супутниця Сергія Володимировича
- Ольга Маньшина — тітка Оля, комендант гуртожитку
- Луїза Мосендз — супутниця Сергія Володимировича
- Володимир Гусєв — Бобров, працівник радіомовлення, начальник Олега Макарцева
- Людмила Ніколаєва — епізод
- Муза Крєпкогорська — Зоя Іванівна, секретар Трофімова
- Єлизавета Устюжаніна — епізод
- Ігор Шпильов — пасажир електрички, попутник Надії Родіонової
- Сергій Коржуков — музикант у ресторані

## Знімальна група
- Режисер — Віталій Фетісов
- Сценарист — Михайло Шатров
- Оператор — Володимир Бондарєв
- Композитор — Сергій Жуков
- Художник — Георгій Турильов